# François-Joseph Heim
François-Joseph Heim (Belfort, 16 de dezembro de 1787 – 29 de setembro de 1865) foi um pintor e desenhista francês.
Ainda jovem se distinguiu na Escola Central de Estrasburgo, e em 1803 ingressou no Estúdio Vincent de Paris. Em 1807 obteve seu primeiro prêmio, e em 1812 uma medalha de ouro. Em 1819 duas obras que expôs no Salão atraíram a atenção do Rei, e em seguida várias de suas telas se tornaram populares. Com O massacre dos Judeus recebeu o grau de Oficial da Legião de Honra. Decorou salões do Louvre e da Câmara dos Deputados, e fez uma série de desenhos de personalidades de sua época, de grande interesse artístico e histórico. Foi membro do Instituto de França.